# Parhelophilus
Parhelophilus је род у породици осоликих мува - Syrphidae.

## Дистрибуција родаParhelophilus
Овај род има Холарктичко распрострањење, али већина врста насељава Европу и Северну Америку. У Европи су до сада забележене четири врсте. Parhelophilus crococoronatus је најређа у Европи, и забележена је само у Шпанији, Португалији и Француској. У Србији живе две врсте из рода Parhelophilus: P. frutetorum и P. versicolor. 

## Врсте[3]
- Parhelophilus almasyi Szilády, 1940
- Parhelophilus brooksi Curran, 1927
- Parhelophilus consimilis (Malm, 1860)
- Parhelophilus crococoronatus Reemer, 2000
- Parhelophilus currani Fluke, 1953
- Parhelophilus divisus (Loew, 1863)
- Parhelophilus flavifacies (Bigot, 1884)
- Parhelophilus frutetorum (Fabricius, 1775)
- Parhelophilus integer (Loew, 1863)
- Parhelophilus kurentzovi Violovich, 1960
- Parhelophilus laetus (Loew, 1863)
- Parhelophilus obscurior Violovich, 1960
- Parhelophilus obsoletus (Loew, 1863)
- Parhelophilus porcus (Walker, 1849)
- Parhelophilus rex Curran & Fluke, 1926
- Parhelophilus sibiricus (Stackelberg, 1924)
- Parhelophilus versicolor (Fabricius, 1794)

## Галерија
- Parhelophilus frutetorum
- Parhelophilus versicolor
- Parhelophilus brooksi
- Parhelophilus flavifacies
- Parhelophilus laetus
- Parhelophilus obsoletus
- Parhelophilus rex
- Parhelophilus consimilis